# Фото за час
«Фо́то за час» (англ. One Hour Photo) — американский психологический триллер 2002 года. Режиссёром фильма выступил Марк Романек, а главную роль исполнил Робин Уильямс (за свою роль в этом фильме Робин Уильямс получил премию «Сатурн» 2003 года как лучший актёр). 
В целом фильм на различных фестивалях завоевал 5 наград (номинирован 14 раз). 
Фильм содержит несколько отсылок к аниме: так, присутствуют сцены, в которых ребёнок спрашивает о фигурке Евангелиона или демонстрирует фигурку Гандама. [значимость факта?]

## Сюжет
Сай Пэрриш (Робин Уильямс) — одинокий, несчастный, пожилой оператор фотосалона без семьи, родных и друзей. Смысл его жизни — минифотолаборатория в одном из частных американских торговых центров, где он является профессионалом и трудится уже 20 лет. В жизни его ничто не волнует, кроме фотографий. Пэрриша ценят клиенты, особенно семейство Йоркин, которые каждую неделю на протяжении многих лет давали ему на проявку свои фотоплёнки и заказывали изготовление фотографий. За эти годы Сай по снимкам внимательно изучил жизнь их семьи и в чём-то полюбил её. Узнав о сложностях в семье Йоркинов, Пэрриш решает вмешаться в их жизнь.

## В ролях
| Актёр         | Роль               |
| ------------- | ------------------ |
| Робин Уильямс | Сай Пэрриш         |
| Майкл Вартан  | Уилл Йоркин        |
| Конни Нильсен | Нина Йоркин        |
| Дилан Смит    | Джейк Йоркин       |
| Гэри Коул     | Билл Оуэнс         |
| Эрин Дэниелс  | Майя Бэрсон        |
| Кларк Грегг   | детектив Аутобридж |

## Награды и номинации
- 2003 — премия «Сатурн» за лучшую мужскую роль (Робин Уильямс), а также 4 номинации: лучший приключенческий фильм, боевик или триллер, лучшая женская роль второго плана (Конни Нильсен), лучший сценарий (Марк Романек), лучшая музыка к фильму (Райнхольд Хайль, Джонни Климек)
- 2003 — номинация на премию «Выбор критиков» за лучшую мужскую роль (Робин Уильямс, 2-е место)
- 2003 — 2 номинации на премию «Спутник»: лучшая мужская роль — драма (Робин Уильямс), лучший монтаж (Джеффри Форд)